# Overfaldet paa Town Bridge Farmen
Overfaldet paa Town Bridge Farmen er en amerikansk stumfilm fra 1918 af Harry Beaumont.

## Medvirkende
- Tom Moore som Dick Latham
- Ora Carew som Rosa Crimmins
- Melbourne MacDowell som Amos Latham
- Jack Richardson som Hugh Godson
- Mollie McConnell som Mrs Latham